# Misumenoides
Misumenoides is een geslacht van spinnen uit de  familie van de Thomisidae (krabspinnen).

## Soorten
- Misumenoides annulipes (O. P.-Cambridge, 1891)
- Misumenoides bifissus F. O. P.-Cambridge, 1900
- Misumenoides blandus (O. P.-Cambridge, 1891)
- Misumenoides carminatus Mello-Leitão, 1941
- Misumenoides chlorophilus (Holmberg, 1881)
- Misumenoides corticatus Mello-Leitão, 1929
- Misumenoides crassipes (Keyserling, 1880)
- Misumenoides dasysternon Mello-Leitão, 1943
- Misumenoides decipiens Caporiacco, 1955
- Misumenoides depressus (O. P.-Cambridge, 1891)
- Misumenoides eximius Mello-Leitão, 1938
- Misumenoides formosipes (Walckenaer, 1837)
- Misumenoides fusciventris Mello-Leitão, 1929
- Misumenoides gerschmanae Mello-Leitão, 1944
- Misumenoides gwarighatensis Gajbe, 2004
- Misumenoides illotus Soares, 1944
- Misumenoides magnus (Keyserling, 1880)
- Misumenoides naginae Biswas & Roy, 2008
- Misumenoides nigripes Mello-Leitão, 1929
- Misumenoides nigromaculatus (Keyserling, 1880)
- Misumenoides obesulus (Gertsch & Davis, 1940)
- Misumenoides parvus (Keyserling, 1880)
- Misumenoides paucispinosus Mello-Leitão, 1929
- Misumenoides proseni Mello-Leitão, 1944
- Misumenoides quetzaltocatl Jiménez, 1992
- Misumenoides roseiceps Mello-Leitão, 1949
- Misumenoides rubrithorax Caporiacco, 1947
- Misumenoides rubroniger Mello-Leitão, 1947
- Misumenoides rugosus (O. P.-Cambridge, 1891)
- Misumenoides similis (Keyserling, 1881)
- Misumenoides tibialis (O. P.-Cambridge, 1891)
- Misumenoides variegatus Mello-Leitão, 1941
- Misumenoides vazquezae (Jiménez, 1986)
- Misumenoides vigilans (O. P.-Cambridge, 1890)
- Misumenoides vulneratus Mello-Leitão, 1929